# Phrurotimpus subtropicus
Phrurotimpus subtropicus là một loài nhện trong họ Phrurolithidae.
Loài này thuộc chi Phrurotimpus. Phrurotimpus subtropicus được miêu tả năm 1935 bởi Wilton Ivie & Barrows.